# Rhamphomyia slovaki
Rhamphomyia slovaki är en tvåvingeart som beskrevs av Bartak 1997. Rhamphomyia slovaki ingår i släktet Rhamphomyia och familjen dansflugor. Inga underarter finns listade i Catalogue of Life.